# Dolicheremaeus bifidus
Dolicheremaeus bifidus är en kvalsterart som först beskrevs av Csiszár 1961.  Dolicheremaeus bifidus ingår i släktet Dolicheremaeus och familjen Tetracondylidae. Inga underarter finns listade i Catalogue of Life.